# Giuseppe Bertuzzi
Giuseppe Bertuzzi (San Giovanni in Persiceto, 3 maggio 1906 – San Giovanni in Persiceto, 4 dicembre 1976) è stato un calciatore italiano, di ruolo portiere.

## Carriera
Ha giocato 13 partite in massima serie con la maglia del Modena.